# Somogyaszaló
Somogyaszaló ist eine ungarische Gemeinde im Kreis Kaposvár im Komitat Somogy. Zur Gemeinde gehört der Ortsteil Antalmajor.

## Geografische Lage
Somogyaszaló liegt ungefähr 12 Kilometer nördlich der Kreisstadt Kaposvár. Nachbargemeinden sind Magyaregres, Somodor, Mernye und Kaposfüred, ein Ortsteil von Kaposvár.

## Infrastruktur
In Somogyaszaló gibt es eine Bücherei, ein Kulturhaus, ein Bürgermeisteramt, eine reformierte Kirche sowie einen Fußball- und Schachverein.

## Sehenswürdigkeiten
- Deseda-See und Arboretum (Deseda-tó és arborétum), südlich der Gemeinde
- Reformierte Kirche, 1789 erbaut (Barock), um 1900 umgebaut und 2016 teilweise restauriert
- Weltkriegsdenkmal (I. és II. világháborús emlékmű)

## Söhne und Töchter der Gemeinde
- Árpád Berta (* 1923), Schriftsteller
- Árpád Papp (1937–2010), Schriftsteller

## Verkehr
Durch Somogyaszaló verläuft die Hauptstraße Nr. 67. Der drei Kilometer östlich im Ortsteil Antalmajor gelegene Bahnhof ist angebunden an die Eisenbahnstrecke von Kaposvár über Tab nach Siófok. Weiterhin gibt es Busverbindungen nach Kaposvár sowie über Mernye nach Somogygeszti.

## Bilder

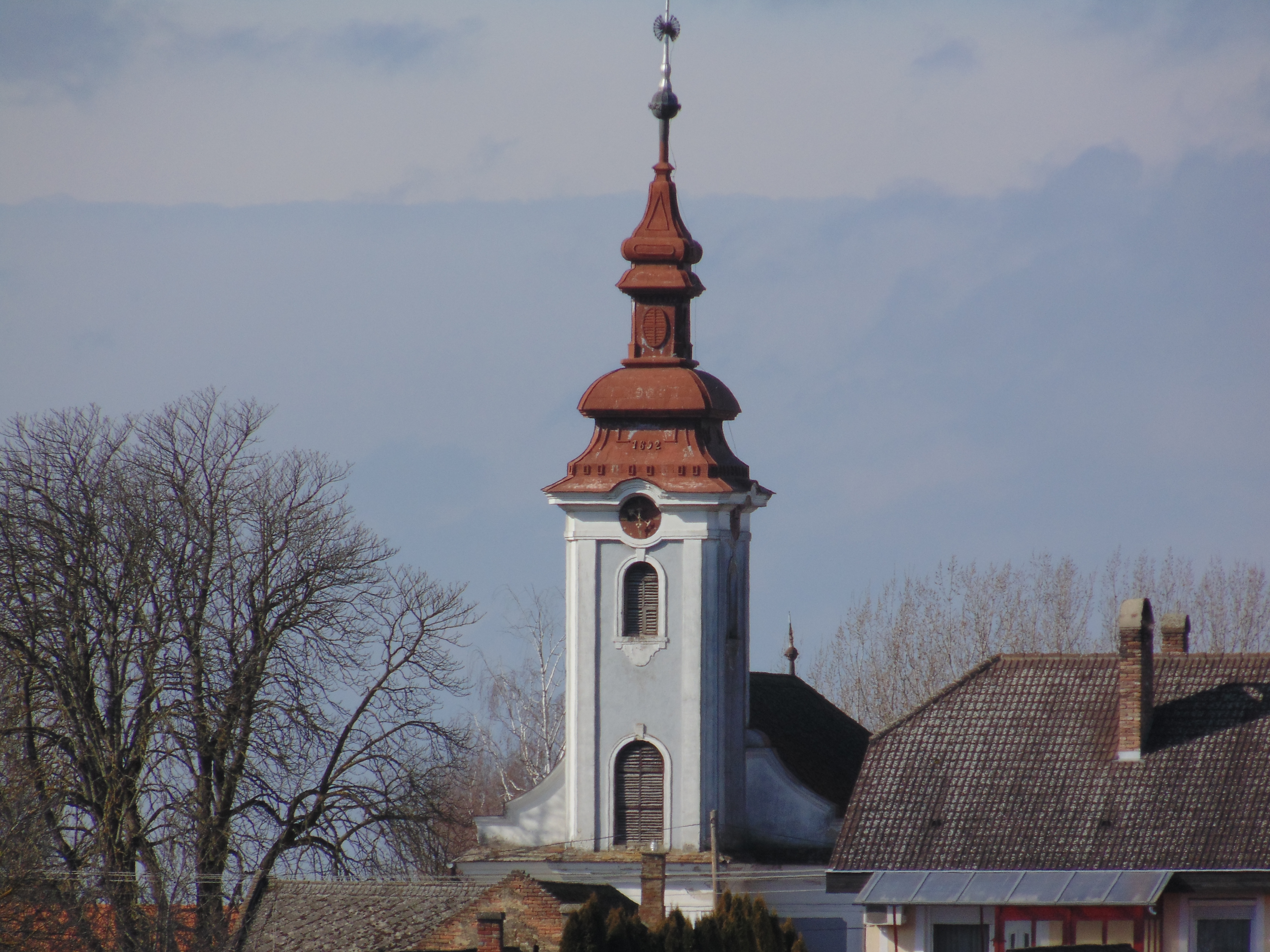
Reformierte Kirche
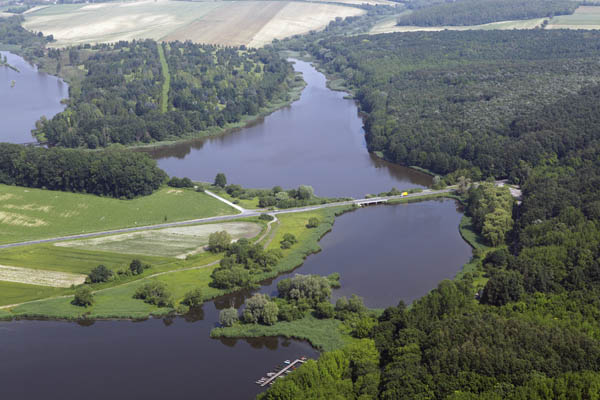
Blick auf den Deseda-See
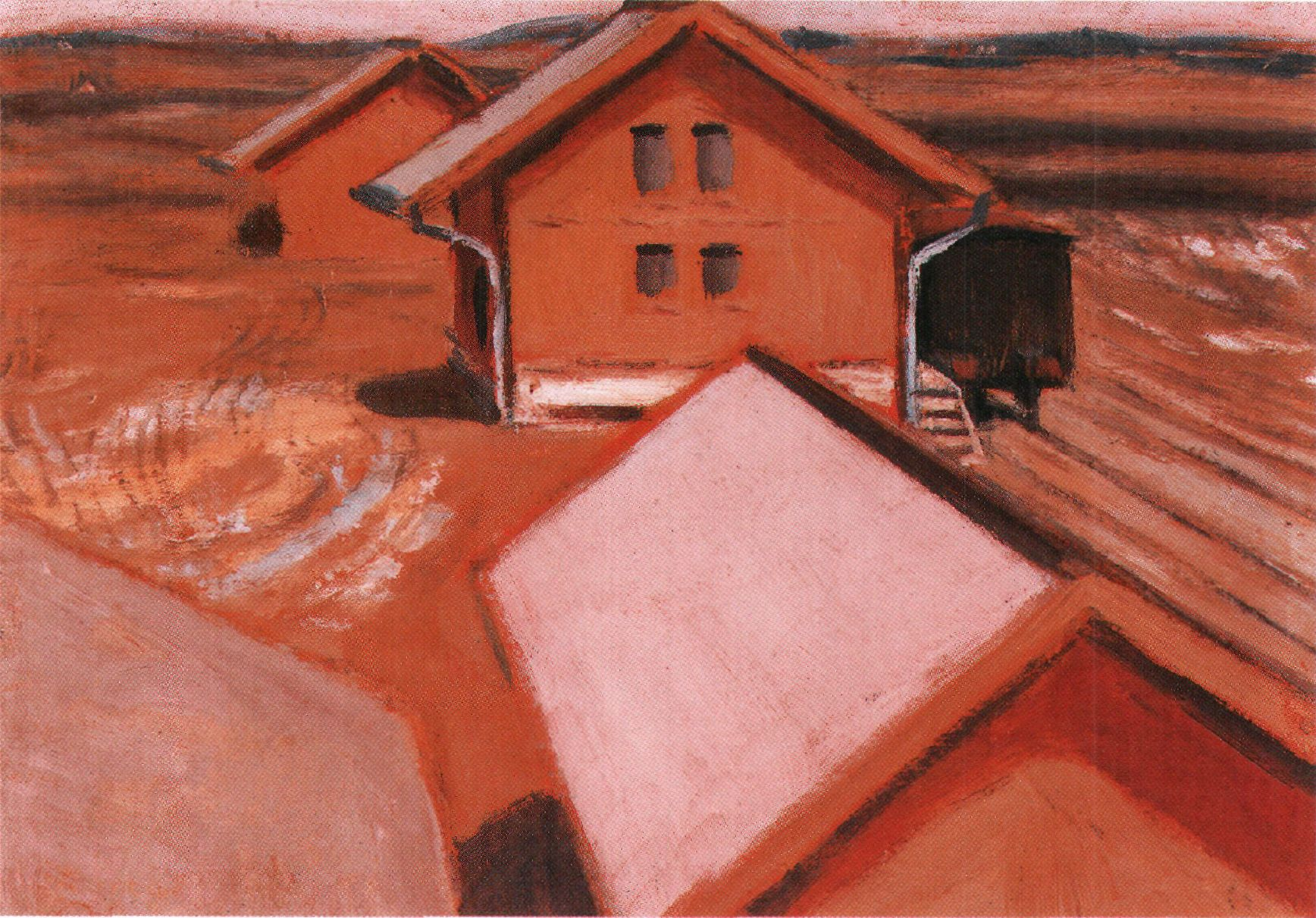
Lagergebäude am Bahnhof (Gemälde von József Rippl-Rónai)